# Farliga förbindelser (film)
Farliga förbindelser (franska: Les Liaisons dangereuses) är en fransk romantisk dramafilm från 1959, i regi av Roger Vadim. Filmen är löst baserad på Choderlos de Laclos roman Farliga förbindelser från 1782. I huvudrollerna ses Jeanne Moreau, Gérard Philipe och Annette Vadim. Handlingen har i denna adaption förflyttats till ett samtida Frankrike. Stephen Frears film Farligt begär (1988) och Miloš Formans film Valmont (1989) är baserade på samma roman.

## Rollista i urval
- Gérard Philipe - Valmont
- Jeanne Moreau - Juliette Valmont, född de Merteuil
- Jeanne Valérie - Cécile Volanges
- Annette Vadim - Marianne Tourvel
- Simone Renant - Madame Volanges
- Jean-Louis Trintignant - Danceny
- Nicolas Vogel - Jerry Court
- Madeleine Lambert - Madame Rosemonde
- Boris Vian - Prévan